# Африкански кукувицов ястреб
Африканският кукувицов ястреб (Aviceda cuculoides) е вид птица от семейство Ястребови (Accipitridae).

## Разпространение и местообитание
Разпространен е в Ангола, Бенин, Буркина Фасо, Бурунди, Габон, Гамбия, Гана, Гвинея, Гвинея-Бисау, Екваториална Гвинея, Етиопия, Замбия, Зимбабве, Камерун, Кения, Република Конго, Демократична република Конго, Кот д'Ивоар, Либерия, Малави, Мали, Мозамбик, Намибия, Нигерия, Руанда, Свазиленд, Сенегал, Сиера Леоне, Сомалия, Судан, Танзания, Того, Уганда, Централноафриканската република, Чад и Южна Африка.